# 양수명

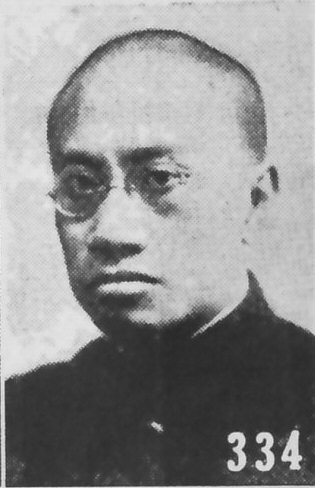

량수밍(양수명, 梁漱溟, 1893년 10월 18일 ~ 1988년 6월 23일)은 중국의 철학자, 사상가로 광시성 구이린시 출생이다. 몽고족이다.

## 생애
1917년 차이위안페이(蔡元培)의 요청으로 천두슈(陳獨秀), 리다자오(李大釗) 등과 함께 베이징대학(北京大學) 문과 교수를 지냈으며, 인도 철학을 강의했다. 슝스리(熊十力)와 교유하며 유교로 차츰 전향하였다. 1927년 칭화 대학(淸華大學) 국학원에 강사로 출강하였다. 1940년 중국민주동맹(中國民主同盟)에 가입하여 향촌건설운동(鄕村建設運動)에 나섰으며, 1947년에는 민주동맹에서 탈퇴하였다. 중공 정부 성립 후, 정치협상회의 위원직에 있으면서 친분이 있던 마오쩌둥(毛澤東)의 자문역에 있었다. 그러나 1953년 마오쩌둥과 저우언라이(周恩來) 등 중공 지도부는 무산계급 독재 투쟁을 통한 중국내 사회주의 건설 노선에 더욱 박차를 가하고자 하였고, 동양의 전통 사상에 뿌리를 둔 그의 향촌 건설과 농민 계몽 운동의 건의에 회의를 표하면서, 그에 대한 비판 움직임이 일기도 했다. 그럼에도 반우파운동 기간에는 마오쩌둥의 보호를 받았으며, 1958년에는 대약진운동(大躍進運動)을 지지하는 글을 발표하기도 했다. 문화대혁명(文化大革命) 기간에는 정협 위원직을 계속 맡아서 혁명의 광풍을 피하여 저술에 전념하기도 하였고 강연이나 학습회 활동에 참여하기도 하였다. 1980년대 이후로 정협위원, 철학자, 유학자 등으로 활동을 하였으며, 1988년 6월 23일 베이징에서 사망하였다.
그 후, 1928년에 '촌'으로 제창한 자신의 사상 실천을 완수하기 위해 향촌건설운동에 몰두하고 유교의 정신에 따른 농촌사회운동가, 교육자로서 산동의 고향 마을 건설의 지도를 실시했다. 또한 일본의 니노미야 손토쿠(二宮尊徳)를 존경하는 것으로 알려져있다.
제2차 세계 대전 중에는 1941년에 결성된 중국민주정단동맹(中國民主政團同盟)에 참여하고 국공(國共) 양 진영의 중개역을 맡아 민주동맹의 결성에 참여했다.
1946년 정치협상회의 후 일단 은퇴 후 인민 정부의 성립 후 사천의 토지 개혁에 참여했다. 1951년, 중국인민정치협상회의(中國人民政治協商會議) 위원으로 보선된 사상 개조의 수기를 발표했다. 마오쩌둥 공산당 중앙이 농민의 생산 잉여를 착취하고 도시의 산업화에 투입한다는 사회주의 과도기 총노선정책으로 전환한 반면 농민 이야말로 중심이라고하고 정치협상회의 자리에서 마오쩌둥에 대해 자기비판을 요구했다. 따라서 1955년 이후 사상 비판을, 1956년 중국인민정치협상회의 제2차전체회의에서 자기비판을 했다.

## 저서
- "동서 문화와 철학"
- "향촌 건설 이론"

## 관련 서적
- 戴晴, 『마오쩌둥과 중국 지식인』, 동방서점

## 같이 보기
- 중국 철학
- 중화인민공화국의 종교

## 참고 문헌
- 양수명 『동서 문화와 철학』 / 강중기[깨진 링크(과거 내용 찾기)] pdf